# Liste der Monuments historiques in Torcé
Die Liste der Monuments historiques in Torcé führt die Monuments historiques in der französischen Gemeinde Torcé auf.

## Liste der Bauwerke
| Bezeichnung      | Beschreibung                     | Standort                    | Kennzeichnung | Schutzstatus | Datum | Bild |
| ---------------- | -------------------------------- | --------------------------- | ------------- | ------------ | ----- | ---- |
| Kirche St-Médard | Erbaut Ende des 11. Jahrhunderts | Rue Pierre-de-Langle (Lage) | PA35000022    | Inscrit      | 2003  |      |

## Liste der Objekte

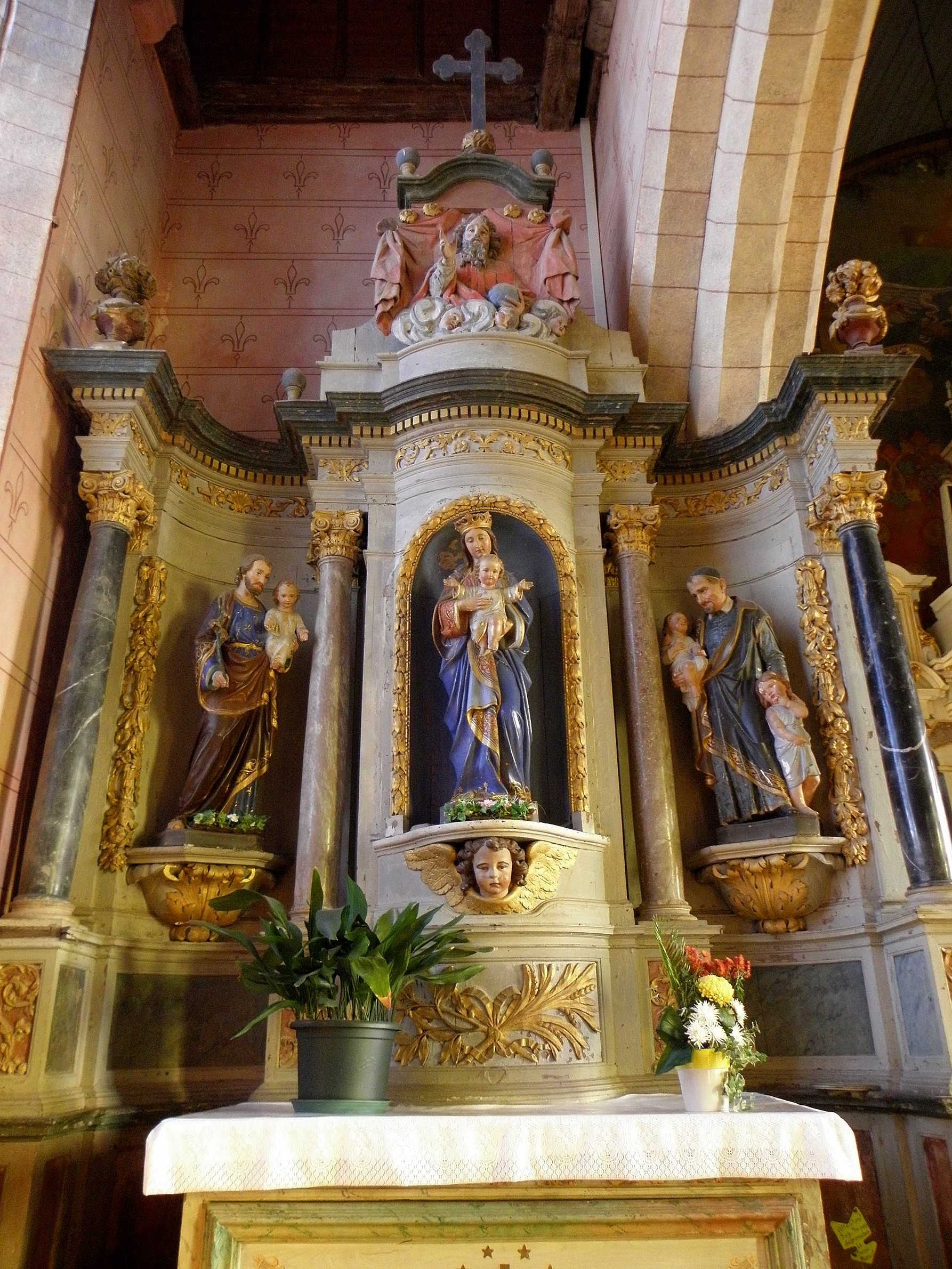
Marienaltar in der Kirche St-Médard

Siehe auch: Marienaltar (Torcé)
- Monuments historiques (Objekte) in Torcé in der Base Palissy des französischen Kultusministeriums